# Tullia d’Aragona

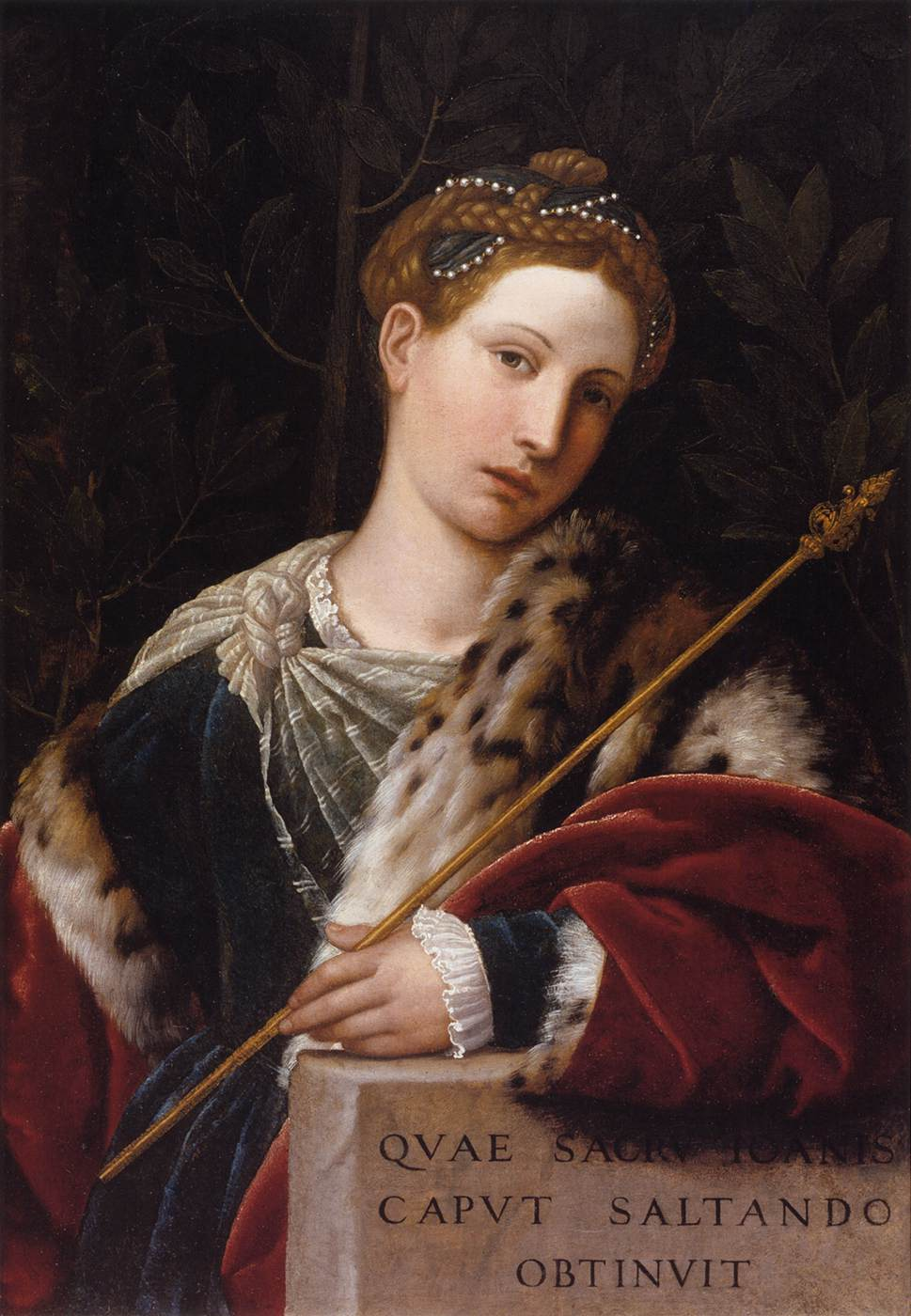
Tullia d'Aragona, um 1537 von Alessandro Moretto porträtiert in Kostümierung als Salomé.

Tullia d’Aragona (* um 1510 in Rom; † 1556 ebenda) war eine italienische Kurtisane; sowie Dichterin und Philosophin der Renaissance.

## Herkunft und Kindheit
Tullia war die Tochter der Kurtisane Giulia Ferrarese, nach eigener Auskunft von deren Geliebtem, Erzbischof und Kardinal Luigi d’Aragona, selbst wiederum ein unehelicher Enkel von König Ferdinand I. von Neapel. Seinen Vatersnamen nahm sie selbst an; er starb 1519 nach einer einjährigen Reise durch die Schweiz, Frankreich und die Niederlande. Ebenfalls 1519 verließ Tullia in Begleitung ihrer Mutter Rom und verbrachte sieben Jahre in Siena, bis sie nach Rom zurückkehrte und den Beruf ihrer Mutter ergriff.

## Leben als Kurtisane
Als Kurtisane im Italien des 16. Jahrhunderts genoss Tullia Privilegien, etwa Bewegungsfreiheit und Geschäftsfähigkeiten, unterlag jedoch auch öffentlich sanktionierten Restriktionen, etwa bezüglich ihrer Kleidung. Sie hatte eine umfangreiche Ausbildung in Literatur und Philosophie genossen und sprach mehrere Sprachen. Tullia d’Aragona erarbeitete sich den Ruf einer cortigiana onesta, einer intellektuellen Kurtisane, die auch schrieb und dichtete. Sie soll nicht dem Schönheitsideal ihrer Zeit entsprochen haben, etwa zu groß und „unproportioniert“ gewesen sein, so Giambattista Giraldi, der ein scharfer Kritiker war. Weitere Stimmen verurteilten sie als Verworfenste der florentinischen Prostituierten oder sprachen sich dagegen aus, dass Dichter sie erwähnten (Pietro Aretino). Sie wurde jedoch als hervorragende Unterhalterin auch hoch geschätzt. So beherrschte sie den Dichtungsstil (Sonett) von Francesco Petrarca sehr gut, der in ihrer Zeit besonders verehrt wurde. In ihren Salons verkehrten die angesehensten Männer des römischen Klerus, der Politik, Dichter und Wissenschaftler, darunter Giulio Camillo, Francesco Maria Molza, Filippo Strozzi, Ippolito de’ Medici, Benedetto Varchi und Girolamo Muzio.
Nach dem Sacco di Roma zog Tullia vermutlich nach Bologna; im Jahr 1529 war sie wieder in Rom ansässig und wurde dort als Prostituierte auf der Steuerliste genannt. In den späten 1530er Jahren zog sie aber zunächst nach Venedig, dann nach Ferrara und danach erneut nach Siena. Nunmehr bestrebt, in den oberen gesellschaftlichen Schichten als ehrbar anerkannt zu werden, heiratete sie am 8. Januar 1543 Silvestro de'Guiciardi aus Ferrara, der jedoch nicht zur Elite der Stadt zählte. 1544 kam ein Sohn zur Welt. In Siena machte man Tullia d’Aragona als Kurtisane den Prozess, da sie sich trotz ihres Gewerbes wie eine sittsame Frau kleidete. Der Richter sprach sie zwar aufgrund eines tugendhaften Lebenswandels frei, den im Jahr 1545 stattfindenden Unruhen in Siena entkam sie allerdings nur knapp und flüchtete ohne ihre Besitztümer nach Florenz, wo sie erneut zu Ansehen kam. Erneut wurde sie mit Kleidervorschriften konfrontiert, da Cosimo I. de’ Medici ein gelbes Schleiertuch für Kurtisanen vorschrieb, welches auch sie tragen sollte.
Als Witwe begab sie sich unter den Schutz der Herzogin Eleonora von Toledo. Mit deren Unterstützung brachte sie ein Buch mit Versen und Gedichten heraus, die Dialoge mit Benedetto Varchi und Lattanzio Benucci über die Unendlichkeit der Liebe enthielten (Dialogo dell' Infinità d’Amore, 1547). Thema darin ist die Auffassung Platons von der Liebe und ihre eigene Konzeption und ihr eigenes Verständnis davon. Ihre Dialoge waren nicht ohne Vorbilder, die dezidiert weibliche und kultivierte Sichtweise galt aber als neu in der Geisteswelt. Durch diese Veröffentlichung erhielt sie die Gelegenheit, eine Petition an Cosimo zu richten. In Anerkennung ihres Status als Dichterin gab er ihr am 1. Mai 1547 die Ausnahmegenehmigung auf das gelbe Tuch in der Öffentlichkeit zu verzichten. Sie konnte danach noch mehrere Jahre ihre neugewonnene Reputation in Florenz genießen.
Über ihre Zeit nach der Rückkehr nach Rom ist wenig bekannt. Tullia d’Aragona starb 1556 in Rom verarmt als Prostituierte.